# Križanče (Cestica)
Križanče is een plaats in de gemeente Cestica in de Kroatische provincie Varaždin. De plaats telt 150 inwoners (2001).